# Schimitschekia katoi
Schimitschekia katoi är en stekelart som beskrevs av Kamijo 1996. Schimitschekia katoi ingår i släktet Schimitschekia och familjen puppglanssteklar. Inga underarter finns listade i Catalogue of Life.